# 정보 (조선)
정보(鄭保, ? ~ ?)는 조선시대 초기의 문신, 정치인이다. 1456년(세조 2년) 6월에 단종 복위 사건이 일어나자, 인척 되는 한명회(韓明澮)에게 사육신의 무죄를 주장하고 사육신을 죽이지 말 것을 청하였으나 들어주지 않자 천추의 악인이라고 욕설을 퍼부었다. 한명회가 그해 12월 그를 난언죄(亂言罪)로 고발하여 죽음을 받게 하였으나, 세조는 그가 고려 충신 포은 정몽주의 손자임을 감안하여 죄질을 한 등급 감하여 연일(延日)에 유배된다.
고려후기의 문신인 정몽주의 손자이며 정종성(鄭宗城)의 아들이다. 호는 운곡(雲谷) 또는 설곡(雪谷), 본관은 영일(迎日). 그의 서누이동생 정씨는 한명회의 소실이 되었다.

## 생애

### 출생과 가계
운곡 정보는 고려말의 학자이자 충신인 포은 정몽주의 손자이자 이조참의 정종성의 아들로 태어났다. 1392년 할아버지 정몽주는 이방원의 정변을 반대하고 이성계와 조준, 정도전 등의 역성혁명파를 제거하려다가 살해된다. 그러나 이성계나 이방원은 그에게 연좌제를 가하지 않는다.
아버지 정종성은 다시 늙으막에 첩에게서 서녀(庶女) 한 명을 보았는데, 이 서녀는 후일 한명회의 첩이 된다.

### 생애 초반
정보는 학문이 뛰어나 세종의 총애를 받았고, 한때 예안현감으로 나갔다가 사헌부감찰이 되었다. 일찍이 성삼문(成三問)·박팽년(朴彭年) 등과 친교를 맺고 학문을 논하기도 하였다.
할아버지 정몽주의 제자는 길재, 이숭인, 권우 등으로 권우는 후에 세종대왕의 스승이 되었고, 길재는 김숙자-김종직으로 이어지는 사림파의 태두를 형성하였다. 따라서 조부의 제자인 권우의 제자였던 세종대왕은 그를 각별히 총애하였다. 이후 관직에 올라 예안 현감(禮安縣監)을 역임했다.

### 세조 규탄과 사망
나이 60이 넘어 사헌부 감찰이 되었고, 세조 즉위후 1456년 6월 단종복위사건이 일어나자, 서매제인 한명회(韓明澮)를 찾아가 사육신의 무죄를 주장하였으나 들어주지 않자 천추의 악인이라며 규탄하였다. 정보는 한명회를 찾아가 사육신을 죽이지 말 것을 요청했고, 그들을 죽인다면 만고의 죄인이 될 것이라고 지적했다. 그러나 한명회는 그의 요청을 거절했고, 그는 천추의 악인이라며 규탄하고 나왔다. 그해 12월 한명회가 그를 난언죄(亂言罪)로 고발하여 죽음을 받게 하였다.
그는 사육신의 단종 복위 운동에는 직접 참여하지는 않았지만 이들을 의로운 사람들이라고 판단했다. 그는 서매제인 한명회의 고발로 의금부로 압송되었다.
단종 복위를 꾀한 성삼문, 박팽년을 변호하여 세조가 직접 신문할 때에 “일찍이 성삼문.박팽년 등을 정인군자(正人君子)라고 했기 때문에 실제로 이런 말을 하였다.”라고 하여 환열(轘裂)을 명하였다가, 세조는 그가 고려 충신 정몽주의 손자임을 감안하여 정상을 참작, 죄질을 한 등급 감하여 감형, 연일(延日)에 유배시켰다. 그리고 가산을 적몰하는 것으로 종결하였다. 그 뒤 양사의 진언으로 단성 문태촌으로 이배되었다가, 그 곳에서 간사한 무리들의 참소로 누명을 쓰고 단성 배소에서 죽음을 당하였다.
사망 당시 그의 정확한 그의 나이는 알 수 없으나 고령의 나이에 살해된 것으로 추정된다.

### 사후
숙종 25년(1699년) 당시 지경연사(知經筵事) 이유(李濡) 등의 상소로 신원(伸寃)되었고, 증 이조참의에 증직되었다. 후일 정조는 그를 두고 '죽지 않은 사육신'으로 평가하였다. 1905년(광무 9년)에 증 자헌대부 이조판서에 추증(追贈)되었다.
경기도 용인의 충렬서원(忠烈書院)에 제향되었다. 경기도 용인군의 충렬서원(忠烈書院)에 제향되었으나 흥선대원군 섭정 때 서원철폐령으로 서원이 헐렸다. 1982년 공주 동학사의 숙모전에도 배향되었다.

## 가계
- 증조부 : 정운관
- 할아버지 : 정몽주(鄭夢周, 호는 포은, 1337년 ~ 1392년 음력 4월 4일)
  - 숙부 정종본(鄭宗本)
  - 서숙 정종화
- 아버지 : 정종성(鄭宗城,  1374년 - 1442년)
- 어머니 :
  - 누이 : 오천군부인 연일 정씨
  - 매부 : 선성군, 정종의 다섯째 서자, 이방원의 서조카
- 서모 : 미상
  - 서누이동생 : 정경부인 정씨(貞敬夫人 鄭氏, 한명회의 첩)
  - 서매제 : 한명회(韓明澮, 1415년 ~ 1487년 11월 14일)
- 부인 : 이름미상
  - 딸 : 정씨(鄭氏)
  - 사위 : 이석형(李石亨, 1415년 - 1477년), 연안이씨
    - 외손자 : 이혼(李渾, 1445년 - ?)

  - 딸 : 정씨
  - 사위 : 이계손(李繼孫, 1423년 - 1484년), 여주이씨
  - 딸 : 정씨
  - 사위 : 이지(李墀, 1420년 - ?), 고성이씨
    - 외손자 : 이륙(李陸, 1438년 - 1498년)
    - 외손자 : 이맥(李陌, 1455년 - 1528년)
- 부인 : 밀양박씨, 박등(朴登)의 딸
  - 아들 : 정윤화(鄭允和, 1453년(?) - ?) 다른 이름은 원화(元和)

## 같이 보기
| - 정몽주 - 정도전 - 길재 - 이색 - 이숭인 - 사육신 - 생육신 - 계유정난 - 세조 반정 - 성삼문 - 성담수 - 박팽년 - 원호 - 이보흠 - 이수형 - 김시습 - 남효온 - 정종보 - 정종성 - 한명회 | - 두문동 72현 - 동학사 - 삼중신 - 태종 - 세종 - 세조 - 권우 - 안평대군 - 금성대군 - 하위지 - 유성원 - 유자미 - 이개 - 성승 - 성삼문 - 성담수 - 성담년 - 남효온 - 김질 - 정도전 | - 성리학 - 단종 복위 운동 - 금성단 - 김숙자 - 김성동 - 김종직 - 조려 - 송석충 - 이맹전 - 이득성 - 이보흠 - 신숙주 - 성담년 - 정창손 - 정인지 - 유응부 |

## 참고 문헌
- 조선왕조실록(세조, 숙종, 정조실록)
- 국조인물고